# Eleição geral cambojana de 2023
As eleições gerais foram realizadas no Camboja a 23 de julho de 2023 para eleger os membros da Assembleia Nacional . Foram as sétimas eleições quinquenais no Camboja desde a restauração das eleições democráticas em 1993 . Antes das eleições, o Partido do Povo Cambojano (PPC) ocupava todos os assentos do parlamento. O primeiro-ministro Hun Sen concorreu a outro mandato de cinco anos.
Os resultados provisórios indicaram uma vitória esmagadora para o CPP, conquistando 120 das 125 cadeiras. O FUNCINPEC conquistou as cinco cadeiras restantes, dando ao partido o que é tecnicamente o seu melhor resultado desde 2003 . A 26 de julho de 2023, o primeiro-ministro Hun Sen anunciou que deixaria o cargo após a formação de um novo governo, com Hun Manet assumindo. O novo parlamento realizará a sua primeira sessão a 21 de agosto de 2023, enquanto o novo gabinete será empossado um dia depois, a 22 de agosto.

## Antecedentes
Hun Sen é primeiro-ministro do Camboja e dos seus estados predecessores ( República Popular de Kampuchea e Estado do Camboja ) desde janeiro de 1985 (em exercício desde dezembro de 1984). Desde o golpe de estado de 1997, ele consolidou o poder, resultando num governo autoritário que culminou no estabelecimento de um sistema de partido único de fato em 2018, depois da Suprema Corte do Camboja, controlada por lealistas a Hun Sen, baniu o maior partido da oposição, o Partido de Resgate Nacional do Camboja, liderado por Sam Rainsy e Kem Sokha .

### Proibição política de Khem Sokha

#### Khem Sokha
A 3 de março de 2023, o ex-presidente do Partido de Resgate Nacional do Camboja (PRNC), Khem Sokha, foi condenado a 27 anos de prisão por supostamente conspirar com potências estrangeiras para derrubar o governo. O tribunal municipal condenou-o nos termos dos artigos 439 e 443 do Código Penal e excluiu-o da política e de eleições nos termos do artigo 450. Sokha não foi preso imediatamente, mas, em vez disso, ficou restrito na sua casa sob monitoramento judicial. O veredicto do tribunal foi condenado por grupos de direitos humanos, pela embaixada dos EUA e pelo comissário de direitos humanos da ONU.

### Governo Hun Sen

#### Política estrangeira
Durante a Guerra Russo-Ucraniana, Hun Sen e o governo mantiveram uma postura neutral, apesar de estabelecerem  laços mais próximos com a Ucrânia, onde Hun Sen e o Ministro das Relações Exteriores Prak Sokhonn reuniram-se com o Ministro das Relações Exteriores da Ucrânia, Dmytro Kuleba, e enviaram "Desminers" para treinar soldados ucranianos, além da Ucrânia também ter apresentado planos para abrir uma embaixada em Phnom Penh. Ambos os lados do conflito, incluindo a Rússia e a Ucrânia, elogiaram o governo cambojano pela manutenção da sua neutralidade no conflito.

## Sistema eleitoral
A Constituição do Camboja declara que a Assembleia Nacional é eleita por mandatos de 5 anos em 25 distritos eleitorais que elegem múltiplos representados. Os distritos são baseados nas províncias e a eleição é através darepresentação proporcional de lista fechada . Os assentos são alocados pelo método D'Hondt e as eleições ocorreram no quarto domingo de julho.

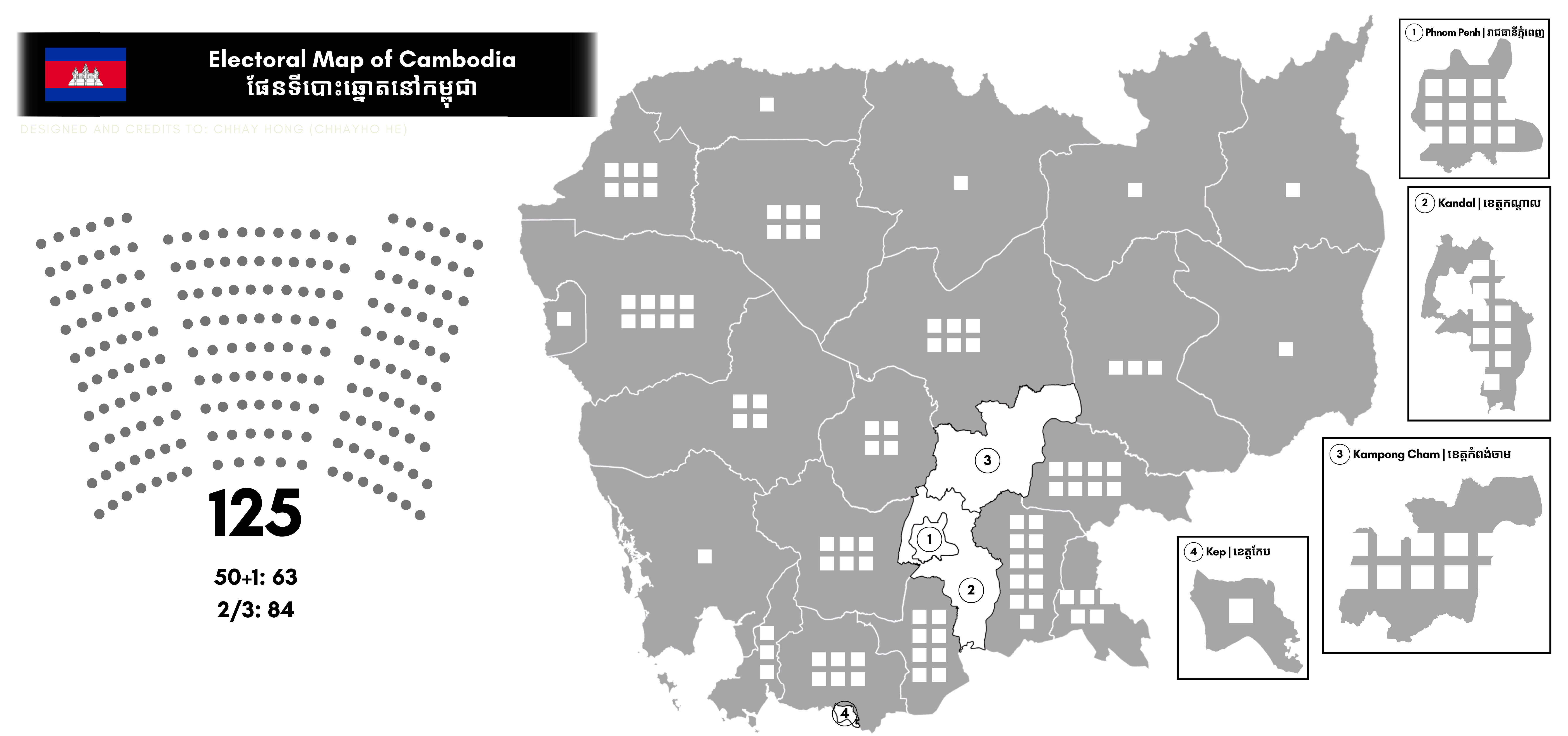
Mapa de alocação de assentos por províncias

O número de alocação de assentos das províncias:
| Província        | Assentos |
| ---------------- | -------- |
| Banteay Meanchey | 6        |
| Battambang       | 8        |
| Kampong Cham     | 10       |
| Kampong Chhnang  | 4        |
| Kampong Speu     | 6        |
| Kampong Thom     | 6        |
| Kampot           | 6        |
| Kandal           | 11       |
| Koh Kong         | 1        |
| Kratié           | 3        |
| Mondulkiri       | 1        |
| Phnom Penh       | 12       |
| Preah Vihear     | 1        |
| Presa Veng       | 11       |
| Pursat           | 4        |
| Ratanakiri       | 1        |
| Siem Reap        | 6        |
| Preah Sihanouk   | 3        |
| Stung Treng      | 1        |
| Svay Rieng       | 5        |
| Takeo            | 9        |
| Oddar Meanchey   | 1        |
| Kep              | 1        |
| pailin           | 1        |
| Tboung Khmum     | 8        |
| Total            | 125      |

## Eleitores
Todos os cidadãos com idade igual ou superior a 18 anos podem votar. O voto não é obrigatório. A Comissão Eleitoral Nacional registou 9.710.645 eleitores registados para 2023, um aumento de 504.964 eleitores comparativamente com as eleições comunais de 2022 e um aumento de 13,7% (1.330.428) desde as eleições gerais de 2018 .
Dados demográficos
| Eleitores registrados por gênero | Eleitores registrados por gênero | Eleitores registrados por gênero |
| Gênero                           | Número de pessoas                | %                                |
| -------------------------------- | -------------------------------- | -------------------------------- |
| Fêmea                            | 5.161.906                        | 53,15%                           |
| Macho                            | 4.548.739                        | 46,85%                           |
| Total                            | 9.710.645                        | 100%                             |
| Fonte: Khmer Times               |                                  |                                  |

Tendência de crescimento de eleitores registrados desde 1993
| Eleitores registrados desde 1993 | Eleitores registrados desde 1993 | Eleitores registrados desde 1993 |
| Ano                              | Número de pessoas                | +/-                              |
| -------------------------------- | -------------------------------- | -------------------------------- |
| 1993                             | 4.764.618                        | 100%                             |
| 1998                             | 5.395.595                        | 13,20%                           |
| 2002                             | 5.190.307                        | 3,80%                            |
| 2003                             | 6.341.834                        | 18,15%                           |
| 2007                             | 7.799.371                        | 18,68%                           |
| 2008                             | 8.125.529                        | 4,01%                            |
| 2012                             | 9.203.493                        | 11,71%                           |
| 2013                             | 9.675.453                        | 4,87%                            |
| 2017                             | 7.865.033                        | 18,71%                           |
| 2018                             | 8.380.217                        | 6,14%                            |
| 2022                             | 9.205.681                        | 8,96%                            |
| 2023                             | 9.710.645                        | 5,20%                            |

## Calendário eleitoral
| Data                             | Evento                                             |
| -------------------------------- | -------------------------------------------------- |
| 29 de junho de 2022              | Anúncio da data da eleição                         |
| 1 de abril a 19 de julho de 2023 | Registo de observadores nacionais e internacionais |
| 24 de abril a 8 de maio de 2023  | Processo de nomeação                               |
| 1 a 21 de julho de 2023          | Período de campanha eleitoral                      |
| 22 de julho de 2023              | Silêncio eleitoral                                 |
| 23 de julho de 2023              | Dia de eleição                                     |
| 23–24 de julho de 2023           | Divulgação de resultados preliminares              |
| TBA                              | Divulgação de resultados oficiais                  |
| Fonte: Khmer Times               |                                                    |

## Partidos participantes
| Festa | Festa                        | Líder              | Assembleia Nacional | Assembleia Nacional | Assembleia Nacional | Governo |
| Festa | Festa                        | Líder              | resultado de 2018   | resultado de 2018   | Atual | Governo |
| Festa | Festa                        | Líder              | %                   | Assentos            | Atual | Governo |
| ----- | ---------------------------- | ------------------ | ------------------- | ------------------- | --- | ------- |
|       | Partido do Povo Cambojano    | Hun Sen            | 76,85%              | 125 / 125           | style="background: #90ff90; color: black; vertical-align: middle; text-align: center; " class="table-yes"\|Supermajority government |         |
|       | FUNCINPEC                    | Norodom Chakravuth | 5,89%               | 0 / 125             | style="background:#FFC7C7;vertical-align:middle;text-align:center;{{{estilo}}}" class="table-no"\|Opposition                        |         |
|       | Partido Unido Nacional Khmer | Nhek Bun Chhay     | 1,56%               | 0 / 125             | style="background:#FFC7C7;vertical-align:middle;text-align:center;{{{estilo}}}" class="table-no"\|Opposition                        |         |

## Resultados
Predefinição:Election results

### Resultados da distribuição de assentos por províncias
| Província       | CPP              | FUNCINPEC | Total |   |   |
| --------------- | ---------------- | --------- | ----- | - | - |
| Província       | Banteay Meanchey | 6         | Total | 0 | 6 |
| Battambang      | 8                | 0         | 8     |   |   |
| Kampong Cham    | 9                | 1         | 10    |   |   |
| Kampong Chhnang | 4                | 0         | 4     |   |   |
| Kampong Speu    | 6                | 0         | 6     |   |   |
| Kampong Thom    | 5                | 1         | 6     |   |   |
| Kampot          | 6                | 0         | 6     |   |   |
| Kandal          | 10               | 1         | 11    |   |   |
| Koh Kong        | 1                | 0         | 1     |   |   |
| Kratié          | 3                | 0         | 3     |   |   |
| Mondulkiri      | 1                | 0         | 1     |   |   |
| Phnom Penh      | 11               | 1         | 12    |   |   |
| Preah Vihear    | 1                | 0         | 1     |   |   |
| Presa Veng      | 10               | 1         | 11    |   |   |
| Pursat          | 4                | 0         | 4     |   |   |
| Ratanakiri      | 1                | 0         | 1     |   |   |
| Siem Reap       | 6                | 0         | 6     |   |   |
| Preah Sihanouk  | 3                | 0         | 3     |   |   |
| Stung Treng     | 1                | 0         | 1     |   |   |
| Svay Rieng      | 5                | 0         | 5     |   |   |
| Takeo           | 8                | 0         | 8     |   |   |
| Oddar Meanchey  | 1                | 0         | 1     |   |   |
| Kep             | 1                | 0         | 1     |   |   |
| pailin          | 1                | 0         | 1     |   |   |
| Tboung Khmum    | 8                | 0         | 8     |   |   |
| Fonte:          |                  |           |       |   |   |

## Reações

### Domésticas

#### Partido Unido Nacional Khmer
Yem Ponhearith, o vice-líder do partido, disse num comunicado no Facebook: "De acordo com os resultados preliminares da 7ª eleição da Assembleia Nacional em 2023 anunciados pela NEC, o Partido Unido Nacional Khmer ainda não recebeu votos suficientes para ganhar uma cadeira na Assembleia Nacional. Obrigado a todos os cambojanos que foram às urnas a 23 de julho de 2023 em grande número. O Partido Unido Nacional Khmer continuará a esforçar-se na esfera política pela causa do Camboja e do seu povo em primeiro lugar."

#### FUNCINPEC
Norodom Chakravuth, líder do partido, disse num comunicado: “Estou muito emocionado e obrigado pelo sincero apoio dos idosos, pais, irmãos e membros do FUNCINPEC que foram às urnas a 23 de julho de 2023 para votar no FUNCINPEC”.

#### Partido do Povo Cambojano
Hun Manet, que foi nomeado o futuro candidato a primeiro-ministro do partido, disse num comunicado: "[O] povo cambojano expressou claramente a sua vontade através de votos, com uma taxa de participação muito alta (mais de 84%) e um número esmagador expressou apoio ao Partido do Povo Cambojano . Tenho apenas duas palavras para o povo do Camboja: 1) OBRIGADO — por escolher votar e, especialmente, por todo o amor e confiança depositada no PCC, e 2) COMPROMISSO — para continuar a servir o Camboja e o povo cambojano cada vez melhor no futuro."

### Internacional
- China – O presidente chinês Xi Jinping e o premier chinês Li Qiang deram os seus parabéns a Hun Sen pela sua vitória eleitoral e afirmou também que Hun Sen tinha conseguido estabilidade política e económica, desenvolvimento de padrões de vida e uma boa reputação tanto internacionalmente como regionalmente e que espera trabalhar conjuntamente no futuro.[22]
- Estados Unidos – O Departamento de Estado dos Estados Unidos  afirmou numa declaração de imprensa que estava "preocupado que as eleições nacionais do Camboja a 23 de julho não foram nem livres nem justas." Também impôs restrições de viagens e sanções a quem "enfraqueceu a democracia", e alguns programas de assistência externa foram suspensos.[23]